# Юрий Шикунов
Юрий Шикунов (на руски: Юрий Шикунов) е съветски футболист. Майстор на спорта (1960), почетен треньор на РСФСР (1990).

## Кариера
Шикунов е роден и израснал в Таганрог. Учи в средно училище номер 9. Почитател е на известния футболист Владимир Кутушев. През 1950 г. той тренира в отбора на Авангард, където след няколко мача е привлечен от Торпедо Таганрог. Поради военната си служба, Шикунов започва да играе за СКА Ростов, където прекарва 9 сезона и завършва кариерата си през 1968 г., поради многобройни травми на коляното.
През 1964 г. печели сребро с националния отбор на СССР на европейското първенство, но не играе.